# Five by Five (EP des Rolling Stones)
 (octobre 2020).
Si vous disposez d'ouvrages ou d'articles de référence ou si vous connaissez des sites web de qualité traitant du thème abordé ici, merci de compléter l'article en donnant les références utiles à sa vérifiabilité et en les liant à la section « Notes et références ».
EP des Rolling Stones
The Rolling Stones
(1964) Got Live If You Want It
(1965)
Albums des Rolling Stones
The Rolling Stones
(1964) The Rolling Stones No. 2
(1965)
Five by Five est le second EP du groupe de rock anglais The Rolling Stones, sorti au Royaume-Uni le 14 août 1964 sous le label Decca. Le contenu de ce EP est paru en album aux États-Unis sous le nom de 12 X 5.
Deux jours après la sortie de leur premier album aux États-Unis le 30 mai 1964, les Rolling Stones arrivent à New York pour commencer leur tournée américaine. Quelques jours plus tard, leur producteur Andrew Loog Oldham obtient pour le groupe une session d'enregistrement de deux jours les 10 et 11 juin aux célèbres studios Chess, où sont enregistrées les nombreux standards de blues qui inspirent le groupe comme Chuck Berry ou Bo Diddley. Une longue série de chansons y seront enregistrées, dont le contenu du EP ou la reprise It's All Over Now, qui sort en single au Royaume-Uni où il atteint la première place des charts. Le groupe reviendra dans ces studios pour deux nouvelles sessions le 8 novembre 1964 et le 10 mai 1965. L'intégralité de ces sessions est paru sur le disque pirate 2120 South Michigan Avenue (The Unreleased 1964 Blues Album).
Parce que Mick Jagger et Keith Richards continuaient à peaufiner leurs talents de compositeurs, seuls Empty Heart et 2120 South Michigan Avenue ont été crédités «Nanker Phelge», un pseudonyme pour les compositions écrites par le groupe au complet. Le reste du EP est composé de reprises R&B de certains de leurs artistes préférés. Andrew Loog Oldham a produit Five by Five et a même contribué aux notes de la pochette (une tradition commencée ici) où il énumère les réalisations du groupe jusqu'à présent (et étire la vérité en revendiquant que le premier album de Rolling Stones avait passé 30 semaines à #1 quand il étai, en fait, au sommet pour 12 semaines).

## Liste des titres
| 1. | If You Need Me             | 2:03 |
| 2. | Empty Heart                | 2:37 |
| 3. | 2120 South Michigan Avenue | 2:07 |

| 4. | Confessin' the Blues | 2:48 |
| 5. | Around and Around    | 3:05 |

## The Rolling Stones
- Mick Jagger - chant, percussions sur 2120 South Michigan Avenue
- Brian Jones - Guitare, harmonica sur 2120 South Michigan Avenue et Confessin' the Blues
- Keith Richards - guitares, chant
- Bill Wyman - basse, chœurs
- Charlie Watts - batterie, percussions

## Musicien additionnel
- Ian Stewart - Piano sur Aurond and Aurond, Confessin' the Blues. Orgue sur Empty Heart, 2120 South Michigan Avenue, If You Need Me.